# Sigersted Sogn
Sigersted Sogn er et sogn i Ringsted-Sorø Provsti (Roskilde Stift).
I 1800-tallet var Sigersted Sogn anneks til Bringstrup Sogn. Begge sogne hørte til Ringsted Herred i Sorø Amt. Bringstrup-Sigersted sognekommune var inden kommunalreformen i 1970 med i forsøget på at danne en Fjenneslev Kommune mellem Sorø og Ringsted, men da det måtte opgives, blev Bringstrup-Sigersted indlemmet i Ringsted Kommune.
I Sigersted Sogn ligger Sigersted Kirke.

## Stednavne
I sognet findes følgende autoriserede stednavne:
- Englerup (bebyggelse, ejerlav)
- Havrebjerg Huse (bebyggelse)
- Langemose (bebyggelse)
- Lykkegård (bebyggelse)
- Sigersted (bebyggelse, ejerlav)
- Sigersted Huse (bebyggelse)
- Sigersted Sand (bebyggelse)
- Skellerød (bebyggelse, ejerlav)

Skellerød blev i middelalderen stavet både Skelwerhøve, Skylffuerøghe og Skyelruth. Første led må anses afledet af norrønt Skjalf. I Sverige kendes mindst 19 stednavne med samme ophav, fra og med Östergötland - hvor der ligger tre steder ved navn Skälv - i syd, til Uppsala i nord og Örebro i vest. Den svenske sprogforsker Eric Elgquist mener, stednavnet Skälv og ophavet *Skjalf oprindeligt betød "vagttårn". Om Skellerød skriver han, hvor overraskende det er at påtræffe et dansk stednavn beslægtet med de svenske, og at to litterære kilder - sagnet om Gefion og Lejrekrøniken - kan tolkes som lignende spor efter nære forbindelser i oldtiden mellem Sjælland og landskabet ved Mälaren.

## Hagbard og Signe
Historien om Hagbard og Signe knyttes af Saxo i Danmarks Krønike til Ringstedegnen, hvor stednavnet Havbyrd udlægges som en afledning af Hagbard. I virkeligheden har de to navne intet med hinanden at gøre, mens Sigersted er afledet av mandsnavnet Siger eller Sigar; i sagaen hedder Signes far det samme.
En højning i marken i Sigersted blev på Saxos tid udlagt som kongsgårdens plads; og biskop Absalon havde fået fortalt af én, at vedkommende med egne øjne havde set en bjælke, som en bonde havde pløjet op netop på det sted.
Saxo udlagde Sigersted som et gammelt, sjællandsk kongesæde, for Sigarætten eller Siklingerne, som han derefter omtalte som en virkelig kongerække og lagde til tiden efter Skjoldungerne.
Det hele er et rent påfund, og Ringstedegnen kan ikke knyttes specielt til Hagbard og Signe.